# Georgefischeriales
Georgefischeriales é uma ordem de fungos carvão da classe Exobasidiomycetes. Esta ordem consiste de quatro famílias, Eballistraceae, Georgefischeriaceae, Gjaerumiaceae, e Tilletiariaceae.